# Imejl-klijent
Klijent elektronske pošte, imejl-klijent (engl. email client), imejl-čitač (engl. email reader) ili formalnije korisnički mejl agent (MUA, engl. mail user agent) je kompjuterski program koji se koristi za pristup i organizovanje korisničkog poštanskog sandučeta.
Neki od najpoznatijih klijenata za elektronsku poštu uključuju Majkrosoft Autluk (engl. Microsoft Outlook), Vindous Lajv Mesendžer (engl. Windows Live Messenger), IBM Lotus Nouts (engl. IBM Lotus Notes), Pegasus mejl (engl. Pegasus mail), The Bat!, Eudora, Kmail i Epl Mejl (engl. Apple Mail).
Veb aplikacija koja omogućava organizovanje, pisanje kao i primanje poruka se nekad takođe smatra imejl klijentom, ali ga češće upoređujemo sa Vebmejlom. Najznačajniji servisi ovog tipa su Gmail, Lycos Mail, Mail.com, Outlook.com i Yahoo! Mail.

## Preuzimanje poruka iz poštanskog sandučeta
Kao većina klijentskih programa, klijent elektronske pošte je aktivan samo kad ga korisnik pokrene. Najčešća praksa je da korisnik elektronske pošte (tj. klijent) ostvari udaljenu komunikaciju sa Mejl Transfer Agent (engl. MTA) serverom kako bi bio obezbeđen prostor (tj. memorija) i omogućeno primanje klijentskih poruka. MTA, koristeći odgovarajuće sredstvo dostave, mail delivery agent (MDA), dodaje imejl poruke u memoriju korisnika kako stignu. Udaljena imejl memorija smatra se korisničkim poštanskim sandučetom, mejlboks (engl. mailbox). Uobičajna postavka na mnogim Unix sistemima je da mejl server sačuva formatirane poruke u mbox, u okviru korisničkog HOME direktorijuma. Naravno, korisnici sistema mogu da se uloguju i pokrenu imejl klijent na istom računaru koji hostuje njihove imejlove; u tom slučaju, server ustvari nije udaljen, osim u opštem smislu.
Imejlovi se čuvaju u poštanskom sandučetu korisnika na udaljenom serveru sve dok korisnički imejl klijent ne zatraži da budu preuzeti na korisnički kompjuter, ili u suprotnom im se može pristupiti na udaljenom serveru. Imejl klijent može da se podesi da se poveže sa više poštanskih sandučića u isto vreme i da zatraži preuzimanje e-pošte automatski, kao što je na unapred određenim intervalima, ili zahtev može biti ručno iniciran od strane korisnika.
Poštanskom sandučetu korisnika se može pristupiti na dva načina. POP (engl. Post Office Protocol) omogućava korisniku da preuzme jednu po jednu poruku i briše ih sa servera nakon što su uspešno dostavljene i sačuvane u lokalnoj memoriji. Moguće je ostaviti poruke na serveru, kako bi mogao drugi klijent da im pristupi. Medjutim, ne postoji odredba za obeležavanje za određenu, pročitanu, odgovorenu ili prosleđenu poruku, zato POP nije pogodna za korisnike koji pristupaju istoj pošti sa različitih mašina.
Alternativno, (IMAP) (engl. Internet Message Access Protocol) omogućava korisnicima da zadrže poruke na serveru. IMAP obezbeđuje fascikle, koje mogu biti deljene među različitim korisnicima sa verovatno drugačijim pravima pristupa. Uglavnom su podrazumevane fascikle Poslato, Nacrti i Obrisano. IMAP poseduje idle ekstenziju za obnavljanje u realnom vremenu, pružajući brže obaveštenje od glasanja, gde su dugotrajne veze moguće. Pogledajte takođe udaljene poruke sekciju ispod.
Dodatno, memoriji poštanskog sandučeta se može pristupiti direktno iz programa na serveru ili preko takozvanih zajedničkih diskova (engl. shared disks). Direktan pristup može biti efikasniji, ali je manje prenosiv jer zavisi od formata poštanskog sandučeta; korišćen je od strane imejl klijenata, uključujući i neke Vebmejl aplikacije.

## Sastavljanje poruka
Imejl klijenti obično sadrže korisnički interfejs za prikaz i uređivanje teksta. Neke aplikacije dozvoljavaju korišćenje drugih programa za uređivanje teksta.
Imejl klijenti će obavljati formatiranje u skladu sa  5322 za zaglavlje i telo, i MIME za ne-tekstualne sadržaje i priloge. Zaglavlja uključuju odredišna polja, To, Cc, i Bcc, i začetnik polja From (ko šalje poruku), Sender u slučaju da ima više autora, i Reply-To u slučaju da odgovori treba da se pošalju na različite adrese. Da bi bolje pomogli korisniku sa odredišnim poljima, mnogi klijenti održavaju jednu ili više imenika i/ili su u mogućnosti da uspostave komunikaciju sa LDAP direktorijum serverom. Tvorcu polja, klijenti mogu da podržavaju različite identitete.
Klijentska podešavanja zahtevaju korisnikovo puno ime i imejl adresu za identitet svakog korisnika, i eventualno spisak LDAP servera.

## Slanje poruka serveru
Kada korisnik poželi da sastavi i posalje imejl, imejl klijent će obraditi zahtev. Imejl klijent je obično podešen da se automatski povezuje sa korisničkim mejl serverom, što je tipično za MSA ili za MTA, dve varijacije od SMTP protokola. Imejl klijent koji koristi SMTP protokol stvara produženje provere identiteta, koji koristi mejl server za proveru identiteta pošaljioca. Ovaj metod olakšava modularnost i prenosivost na druge računare. Starija metoda je bila da mejl server prepozna klijentovu IP adresu, npr. zato što je klijent na istoj mašini i koristi internu adresu 127.0.0.1, ili zato što je klijentova IP adresa kontrolisana od strane istog internet servis provajdera koji istovremeno obezbeđuje pristup internetu i mejl servisima. 
Klijentska podešavanja zahtevaju ime ili IP adresu od željenog outgoing mail server-a, broj porta (25 za MTA, 587 za MSA), korisničko ime i lozinku za autentifikaciju, ako ih ima. Postoji nestandardni port 465 za SSL šifrovane SMTP sesije, koji mnogi klijenti i serveri podržavaju za dodatnu kompatabilnost.

## Šifrovanje
Bez šifrovanja (enkripcije), baš kao i za razglednice, imejl aktivnosti su jasno vidljive od strane povremenih prisluškivača. Imejl šifrovanje omogućava privatnost i zaštićenost šifrovanjem mejl sesija, tela poruke ili oba. Bez toga, bilo ko ko ima mrežni pristup i odgovarajuće alate može da prati imejl i da dobije lozinku za prijavu. Primeri zabrinutosti uključuju vladine cenzure i nadzor, kao i bežične mreže drugih korisnika kao što je u Internet kafeu.

### Enkripcija mejl sesija
Svi relevantni imejl protokoli imaju opciju da šifruju celu sesiju, kako bi sprečili krađu korisničkog imena i lozinke. To se snažno predlaže nomadskim korisnicima i kad god se ne može verovati internet access provider-u. Kada se šalje mejl, korisnici mogu da kontrolišu enkripciju na najvišem sloju, podešavajući odlaznu poštu. Na bilo kojem nižem sloju, poruke se mogu preneti sa ili bez enkripcije, samo u zavisnosti od opštih podešavanja servera za prenos i mogućnostima istog za primanje pošte. 
Šifrovane mejl sesije dostavljaju poruke u njihovom originalnom formatu, odnosno običan tekst ili šifrovano telo, na lokalnu korisničku elektronsku poštu i na server. Drugi server upravlja imejl hosting servis provajder, verovatno drugog entiteta od pristupnog provajdera trenutno pri ruci.

### Šifrovanje tela poruke
Postoje dva modela za organizovanje kriptografskih ključeva. S/MIME koristi model zasnovan na vernoj potvrdi o autoritetu (engl. certificate authority, skraćeno CA) koji potpisuje javne korisničke ključeve. OpenPGP koristi nešto fleksibilnije, takozvani web of trust mehanizam koji dozvoljava korisnicima da potpišu jedni drugom javne ključeve. OpenPGP je takođe fleksibilniji zbog formata poruka, u tome što i dalje podržava običnu enkripciju poruka i potpisivanje kao što je bilo pre MIME standardizacije.
U oba slučaja, samo je telo poruke šifrovano. Delovi zaglavlja, uključujući tvorca, primalaca i temu, ostaju zapisani u običnom tekstu. 

## Vebmejl
Kao dodatak imejl klijenti, su takođe Web-bazirane imejl aplikacije nazvane Vebmejl. Vebmejl ima nekoliko prednosti, uključujući mogućnost slanja i primanja imejla koristeći internet pregledača (engl. web browser), time eliminišući potrebu za imejl klijentom.
Neke veb stranice su posvećene pružanju imejl servisa, uključujući AOL, Gmail, Outlook.com i Yahoo; ali ima mnogo internet servis provajdera koji pružaju vebmejl servise kao deo njihovog internet servis paketa. Glavna ograničenja vebmejla je nemogućnost preuzimanja ili sastavljanja imejlova kada korisnik nije povezan na mrežu, iako Gmail nudi mogućnost korišćenja Offline Gmail-a kroz instalaciju Google Chrome ekstenzije i druge alate za integrisanje delova vebmejl funkcionalnosti na OS.
Kao MAPI, webmail pruža imejlovima mogućnost da ostanu na mejl serveru. Videti sledeću sekciju.

## Udaljene poruke
POP3 ima opciju da ostavi poruke na serveru, ali ispostavlja se da to ne funkcioniše najbolje. Kao suprotnost, i IMAP i vebmejl pružaju mogućnost čuvanja poruka na serveru kao njihov način rada, tako da korisnici mogu da naprave kopije ako žele. Čuvanje poruka na serveru ima prednosti i mane.

### Prednosti
- Porukama se može pristupiti sa velikog broja uređaja, od računara do mobilnih uređaja, na različitim mestima, koristeći različite klijente.
- Postoji neka vrsta backup-a koju omogućava server.

### Nedostaci
- Sa ograničenim propusnim opsegom, pristup dužim porukama može da traje, osim ukoliko klijent ne poseduje lokalnu keš memoriju.
- Može da postoji zabrinutost oko bezbednosti, jer za poruke koje se nalaze na serveru postoje veće šanse da im pristupi IT osoblje, osim ukoliko se koristi takozvana end-to-end enkripcija.

## Protokoli
Popularni protokoli za preuzimanje mejlova uključuju POP3 i IMAP4, dok se za slanje uglavnom koristi SMTP protokol.
Još jedan bitan standard podržan od strane većine imejl klijenata je MIME, koji se koristi za slanje binarnih datoteka kao imejl priloga. Prilozi su datoteke koje nisu deo imejla, ali se šalju zajedno sa imejlom.
Većina imejl klijenata koristi korisnički agent (engl. User-Agent) za polje u zaglavlju da identifikuju softver koji se koristi za slanje poruka. Prema  2076, ovo je uobičajno ali nestandardno polje zaglavlja.
 6409, Podnošenje poruka za mejl (engl. Message Submission for Mail) daje detalje uloge Dostavljanje mejla agentu (engl. Mail submission agent).
 5068, Email Submission Operations: Access and Accountability Requirements, pruža pregled koncepata MTA, MSA, MDA, i MUA. Napominje Provajderi ne smeju da zabrane korisnicima pristup spoljašnjem internetu korišćenjem SUBMISSION porta 587 i da MUA bi trebalo da koristi SUBMISSION port za podnošenje poruka.

### Brojevi portova
Imejl serveri i klijenti po konvenciji koriste TCP brojeve portova u sledećoj tabeli. Za MSA, IMAP i POP3, tabela takodje prikazuje etikete koje klijent može da koristi za upit SRV evidencije i da otkrije i host ime i broj porta odgovarajućeg servisa.
| protokol | svrha         | običan tekst ili šifrovane sesije | sesije samo sa tekstom | samo šifrovane sesije |
| -------- | ------------- | --------------------------------- | ---------------------- | --------------------- |
| POP3     | dolazna pošta | 110 _pop3._tcp                    |                        | 995 _pop3s._tcp       |
| IMAP4    | dolazna pošta | 143 _imap._tcp                    |                        | 993 _imaps._tcp       |
| SMTP     | odlazna pošta | 25                                |                        | (unofficial) 465      |
| MSA      | odlazna pošta | 587 _submission._tcp              |                        |                       |
| HTTP     | vebmejl       |                                   | 80                     | 443                   |

Imajte na umu da vebmejl poštuje HTTP raspored postojanja odvojenih portova za običan tekst i šifrovanih sesija, mejl protokol koristi STARTTLS tehniku, čime se omogućava enkripcija već uspostavljene TCP konekcije.  2595 ohrabruje korišćenje prethodno utvrđene portove 995 i 993 i promoviše korišćenje jedinstvenog porta POP, IMAP i SMTP TLS kad je moguće.

### Vlasnički klijent protokoli
Majkrosoft (engl. Microsoft) mejl sistemi definišu vlasnički MAPI koji se koristi u klijentskim aplikacijama, kao što je Microsoft Outlook, za pristup Microsoft Exchange elektronskim mejl serverima.

## Spoljašnje veze
1. Best Email Clients for Windows
2. Email Clients for MAC OS X